# Onkabetse Nkobolo
Onkabetse Tolly Nkobolo (né le 23 juillet 1993 à Moroka) est un athlète botswanais, spécialiste du 400 mètres.

## Biographie
Il se révèle avec un temps de 46 s 86 en salle à Saint-Sébastien le 31 janvier 2015. Il est alors sélectionné pour les Relais mondiaux de 2015 à Nassau, où il permet à son équipe de se qualifier pour les Jeux olympiques de 2016 à Rio de Janeiro. Il bat son record en 45 s 17 lors des séries des Championnats du monde 2015 à Pékin. Il réside à Francistown.
En septembre, lors des Jeux africains de Brazzaville, il progresse en séries avec 45 s 10, avant de terminer troisième de la finale en 45 s 50.

## Palmarès
| Date | Compétition               | Lieu           | Résultat | Épreuve   | Temps         |
| ---- | ------------------------- | -------------- | -------- | --------- | ------------- |
| 2015 | Relais mondiaux de l'IAAF | Nassau         | 8e       | 4 × 400 m | 3 min 03 s 73 |
| 2015 | Jeux africains            | Brazzaville    | 3e       | 400 m     | 45 s 50       |
| 2015 | Jeux africains            | Brazzaville    | 2e       | 4 × 400 m | 3 min 05 s 55 |
| 2016 | Championnats d'Afrique    | Durban         | 1er      | 4 × 400 m | 3 min 2 s 20  |
| 2016 | Jeux olympiques           | Rio de Janeiro | 5e       | 4 × 400 m | 2 min 59 s 06 |
| 2017 | Relais mondiaux de l'IAAF | Nassau         | 2e       | 4 × 400 m | 3 min 02 s 28 |
| 2018 | Jeux du Commonwealth      | Gold Coast     | 1er      | 4 × 400 m | 3 min 1 s 78  |
| 2019 | Jeux africains            | Rabat          | 1er      | 4 x 400 m | 3 min 02 s 55 |

## Records
| Épreuve | Temps   | Lieu        | Date              |
| ------- | ------- | ----------- | ----------------- |
| 400 m   | 45 s 10 | Brazzaville | 14 septembre 2015 |